# 에이스타일
에이스타일(A'st1)은 DSP 미디어에서 발굴한 대한민국의 음악 그룹이다. 2008년 4월에 데뷔하여 2009년 12월 1일 해체되었다.
2008년 4월 17일에 데뷔앨범 《1. 2. 3. 4. Back》을 발매하였으며, 4월 24일에 엠넷의 《엠카운트다운》에서 데뷔하였다. 이들은 데뷔 전에 엠넷의 프로그램인 《연예강호입성기 - 도전장》 예고편에 출연하였다. 그 후 2009년에는 《꽃보다 남자 OST - Part.2》에 참여하였으며, 중국인 멤버 하이밍이 카메오 출연을 하기도 하였다. 2009년 11월 29일 리더 박정진이 팬카페에 공식적인 팀 해체를 선언하였고 2009년 12월 1일 팀이 해체되었다.

## 해체 이후
해체 이후, 멤버 임한별은 한승희와 함께 그룹 먼데이키즈 새 멤버로 영입되어 2010년 5월 20일 먼데이키즈 4집 앨범 'ru:t;(루트)'를 발매하고 공식적인 활동에 돌입했다.

## 멤버

### 박정진
- 생일 : 1987년 5월 1일
- 출신지 :  대한민국 대전광역시
- 학력 : 동서울대학 방송연예과
- 특이사항 : SM 아카데미 보컬과 3기

### 토모
- 생일 : 1987년 1월 25일
- 출신지 :  일본 도쿄
- 한국이름 : 동윤기
- 학력 : 국민대학교 연극영화과
- 특이사항 : 한국에서 유학하는 도중 캐스팅

### 하이밍
- 생일 : 1987년 8월 7일
- 출신지 :  중국 헤이룽장성 하얼빈
- 한국이름 : 정해명
- 경력 : KBS 월화드라마 《꽃보다 남자》에서 윤지후의 친구 역으로 출연
- 지금 : 중국에서 사업 중

### 변장문
- 생일 : 1988년 9월 29일
- 출신지 :  대한민국 대전광역시
- 학력 : 동서울대학교 방송연예과
- 2014년 스타제국 4인조 보컬그룹 소리얼로 재 데뷔

### 성인규
- 생몰연도 : 1988년 11월 18일 ~ 2013년 2월 22일
- 출신지 :  대한민국 서울특별시
- 경력 : 아역배우로 활동
- 2013년 2월 22일에 흉선암으로 사망

### 임한별
- 생일 : 1989년 2월 8일
- 출신지 :  대한민국 부산광역시
- 학력 : 한양대학교 정보사회학과
- 2010년 5월 그룹 먼데이키즈 새 멤버로 영입

## 발매앨범

### 싱글 앨범
- 1st Single 《1.2.3.4.BACK》 (2008년 4월 17일)
  - 1. 2. 3. 4. Back 뮤직비디오
  - Show
  - Funky N Roll Tonight
  - You
  - 내가 바보였어

### EP
- 1st Mini Album 《DYNAMITE》 (2009년 4월 16일)
  - Dynamite 뮤직비디오
  - 내가 아니라
  - No More
  - 빈칸채우기
  - Why

### 참여앨범
- KBS 2TV 《꽃보다 남자 OST Part.2》 - 아쉬운 마음인걸

## 주요 출연작
- Mnet 《연예강호입성기 - 도전장》
- 코미디TV 《동물이 산다》